# Exponentiation ensembliste
En théorie des ensembles, l'exponentiation ensembliste est l'opération qui, à deux ensembles E et F, associe l'ensemble des applications de E dans F. Cet ensemble est souvent noté FE.
On peut aussi le voir comme l'ensemble des familles indexées par E d'éléments de F : 

## Exemples
- ℝℕ désigne l'ensemble des suites réelles.
- Pour tout ensemble E non vide, il n'y a aucune application de E dans l'ensemble vide (l'existence d'une image dans ∅ pour tout élément de E ne pourra jamais être vérifiée). Donc ∅E = ∅ si E ≠ ∅.
- Pour tout ensemble F, il y a une seule application de l'ensemble vide dans F : l'application vide (en) (de graphe vide). L'ensemble F∅ est donc un singleton.

## Cardinal
Quand E et F sont des ensembles finis, si l'on note |E| le cardinal d'un ensemble E, on démontre (voir l'article « Arrangement avec répétition ») :
Quand E ou F est infini, on peut prendre cette identité comme une définition de la fonction puissance sur les nombres cardinaux. On montre en effet que le cardinal de FE ne dépend que des cardinaux respectifs de E et F.

## Histoire
Georg Cantor a introduit cette construction justement à cette fin. Ce qu'il appelait « recouvrement » (Belegung en allemand) d'un ensemble N par un ensemble M est « une loi par laquelle à chaque élément n de N est lié un élément déterminé de M, où un et le même élément de M peut être utilisé de façon répétée », c'est-à-dire ce que nous appelons aujourd'hui une application de N dans M. Il notait f(N) une telle application f, puis énonçait : « La totalité de tous les recouvrements distincts de N par M constitue un ensemble déterminé d'éléments f(N) ; nous l'appelons « l'ensemble de recouvrement de N par M » et le désignons par (N|M). Ainsi (N|M) = {f(N)}. »